# Vorratsmilben
Die Vorratsmilben (Acaridae) sind eine Familie der Milben. Die haben einen gedrungenden Körper und scherenartige Chilizeren. Sie haben eine chemosensorische Borste (Solenidion ω1) am Tarsus sowie meist ein rechtwinkliges Prodorsalschild (rückenseitige Fläche des Prosoma). Typisch ist im Lebenszyklus das Auftreten eines zweiten Nymphenstadiums (Deutonymphe). Zur Familie gehören 90 Gattungen mit etwa 350 Arten.

## Lebensraum
Die Vorratsmilben sind freilebend und haben eine Vielzahl von Lebensräumen. Sie ernähren sich gewöhnlich von organischem Material. Zahlreiche Vertreter kommen im Umfeld des Menschen vor besiedeln Nahrungsmittel, vor allem Trockenprodukte wie Getreide und Mehl und gelten daher als Vorratsschädlinge. Auch im Hausstaub kommen sie vor. Sie gelten nicht nur als unhygienisch, sondern spielen auch als Allergieauslöser (Atopische Dermatitis, Atopische Dermatitis des Hundes) eine Rolle. Bei einigen Käsemilben wie Tyrolichus casei ist die Besiedlung gewollt und Grundlage einer regionalen Spezialität (Milbenkäse). Einige Gattungen besiedeln die Nester von Hautflüglern (insbesondere Bienen), Vögeln und Säugetieren. Dies wird als ursprünglicher Lebensraum der Vorläufer dieser Milben angesehen. Einige Arten sind eng mit staatenbildenden Insekten wie Ameisen und Termiten verbunden, andere mit Blatthornkäfern. Verschiedene Arten sind auf die Fruchtkörper von Pilzen spezialisiert, diese können sich aber auch von toten Insekten und organischen Abfällen ernähren. Vertreter der Gattungen Thizoglyphis und die Wurzelmilben sind Schädlinge von Wurzelgemüse, die Deutonymphen finden sich oft auf Insekten wie Fliegen. Die Vorratsmilben finden sich aber auch als Boden- insbesondere Humusbewohner, im Totholz oder unter der Rinde von Bäumen sowie in den Blattansätzen von Bromeliengewächsen. Einige Arten leben aquatisch in wassergefüllten Baumlöchern und anderen zeitweise mit Wasser gefüllten Habitaten. Diese sind meist relativ groß, haben lange Beine und lange Borsten. Schließlich bewohnt eine Gruppe dieser Milben die Oberfläche von Krebstieren.

## Innere Systematik
Fagacarinae Fain & R. A. Norton, 1979
- Fagacarus Fain & R. A. Norton, 1979

Acarinae Nesbitt, 1945
- Acarus Linnaeus, 1758
- Aleuroglyphus Zachvatkin, 1940
- Ebertia Oudemans, 1924
- Podoglyphus Oudemans, 1937
- Tyrolichus Oudemans, 1924
- Tyroglyphites Pampaloni, 1902
- Tyrophagus Oudemans, 1924

Rhizoglyphinae Zakhvatkin, 1941
- Acarotalpa Volgin, 1966
- Acotyledon Oudemans, 1903
- Caloglyphus Berlese, 1923
- Cosmoglyphus Oudemans, 1932
- Froriepia Vitzthum, 1919
- Garsaultia Oudemans, 1916
- Histiogaster Berlese, 1883
- Horstia Oudemans, 1905
- Mycetoglyphus Oudemans, 1932
- Myrmoglyphus Vitzthum, 1935
- Wurzelmilben, Rhizoglyphus Claparédè, 1869
- Sancassania Oudemans, 1916
- Schwiebea Oudemans, 1916
- Stereoglyphus Berlese, 1923
- Thyreophagus Rondani, 1874
- Troglocoptes Fain, 1966
- Valmontia Oudemans, 1923
- Viedebanttia Oudemans, 1929

Pontoppidaniinae Oudemans, 1925
- Diphtheroglyphus Nesbitt, 1950
- Pontoppidania Oudemans, 1923

unsichere Zuordnung (Incertae sedis)
- Aellenella S. Mahunka, 1978
- Apiacarus Volgin, 1974
- Amphicalvolia Türk, 1963
- Armacarus S. Mahunka, 1979
- Askinasia Yunker, 1970
- Australhypopus Fain & Friend, 1984
- Baloghella Mahunka, 1963
- Bembidioglyphus Klimov, 1998
- Boletacarus V. I. Volgin & S. V. Mironov, 1980
- Boletoglyphus Volgin, 1953
- Bromeliaglyphus H. H. J. Nesbitt, 1985
- Calvoliella Samsinak, 1969
- Calvoliopsis Mahunka, 1973
- Capillaroglyphus Klimov, 1998
- Carabidobius Volgin, 1953
- Cerophagopsis Zachvatkin, 1941
- Chibidaria Sasa, 1952
- Contromelisia Samsinak, 1969
- Ctenocolletacarus Fain, 1984
- Diadasiopus OConnor, 1997
- Dynastopus Fain, 1978
- Ewingia Pearse, 1929
- Fainoglyphus S. Mahunka, 1979
- Forcellinia Oudemans, 1924
- Ghanacarus Mahunka, 1973
- Halictacarus Mahunka, 1975
- Heteroglyphus Foa, 1897
- Hoogstraalacarus Yunker, 1970
- Horstiella Türk, 1949
- Hortacarus S. Mahunka, 1979
- Hyohondania Sasa, 1952
- Irianopus Fain, 1986
- Kanekobia Fain, C. E. Yunker, J. van Goethem & D. E. Johnston, 1982
- Kargoecius Fain, 1985
- Konoglyphus Delfinado & Baker, 1974
- Kuzinia Zachvatkin, 1941
- Lackerbaueria Zachvatkin, 1941
- Lamtoglyphus Fain, 1975
- Lasioacarus Kadzhyaya, 1968
- Lemmaniella Mahunka, 1977
- Lindquistia Mahunka, 1977
- Lowryacarus Fain, 1986
- Machadoglyphus Mahunka, 1963
- Madaglyphus Fain, 1971
- Mahunkaglyphus Eraky, 1998
- Mahunkallinia Eraky, 1999
- Mauracarus S. Mahunka, 1978
- Medeus Volgin, 1974
- Megachilopus Fain, 1974
- Mezorhizoglyphus Kadzhaya, 1966
- Mycetosancassania Klimov, 2000
- Myrmolichus Türk & Türk, 1957
- Naiacus H. H. J. Nesbitt, 1990
- Naiadacarus Fashing, 1974
- Neoacotyledon K. Samsinak, 1980
- Neohorstia Zachvatkin, 1941
- Neotropacarus Baker, 1985
- Notiopsyllopus Fain, 1977
- Ocellacarus S. Mahunka, 1979
- Olafsenia Oudemans, 1927
- Omentopus Fain, 1978
- Paraceroglyphus Fain & Beaucournu, 1979
- Paraforcellinia Kadzhaya, 1974
- Passaloglyphus Mahunka & Samsinak, 1972
- Paulacarellus Fain, 1976
- Pelzneria Scheucher, 1957
- Pinoglyphus S. Mahunka, 1978
- Psyllacarus Fain, F. Bartholomaeus, B. Cooke & J. C. Beaucournu, 1990
- Psylloglyphus Fain, 1966
- Psyllopus Fain & J. C. Beaucournu, 1993
- Reckiacarus G. Kadzhaya, 1972
- Rettacarus S. Mahunka, 1979
- Rhizoglyphoides V. I. Volgin, 1978
- Rodionovia Zachvatkin, 1941
- Scatoglyphus Berlese, 1913
- Schulzea Zachvatkin, 1941
- Sennertionyx Zachvatkin, 1941
- Setoglyphus S. Mahunka, 1979
- Sinolardoglyphus Z. T. Jiang, 1991
- Sinosuidasia Jiang, 1996
- Spinacaropus Fain & A. M. Camerik, 1978
- Terglyphus Samsinak, 1965
- Thectochloracarus Fain, Engel, Flechtmann & OConnor, 1999
- Trichopsyllopus Fain & G. T. Baker, 1983
- Troxocoptes Fain & J. R. Philips, 1983
- Umakefeq Klimov, 2000
- Volginia Kadzhaya, 1967